# Bootylicious
Bootylicious ist ein Lied der amerikanischen Contemporary R&B-Girlgroup Destiny’s Child. Das Lied wurde von Rob Fusari, Falonte Moore und Frontfrau Beyoncé Knowles für das dritte Album der Gruppe, Survivor, geschrieben und produziert. Das Lied enthält einen berühmten Gitarrenriff von Stevie Nicks’ Lied Edge of Seventeen aus dem Jahre 1981.
Das Lied wurde am 21. Mai 2001 in den Vereinigten Staaten als zweite Single des Albums veröffentlicht und wurde das vierte Nummer-eins-Hit der Girlgroup in den Vereinigten Staaten. Das Lied erreichte ebenfalls die Top-5 in Australien, Kanada und im Vereinigten Königreich.

## Hintergrund und Komposition
Bootylicious wurde von Beyoncé Knowles, Rob Fusari und Falonte Moore geschrieben und produziert, in den Sugarhill Studios in Houston und den Sound on Sound Studios in New York City wurde das Lied aufgenommen. Knowles bekam die Inspiration Bootylicious zu schreiben, nachdem sie auf einem Flug nach Japan den Gitarrenriff von Stevie Nicks Lied Edge of Seventeen gehört hat, dies erinnerte Knowles daran, „eine gereifte und sexuelle Frau“ zu sein. Kelly Rowland erklärte, das Bootylicious für sie das irritierendste Lied von Destiny’s Child ist, nachdem sie das Lied immer wieder gehört hat.
Bootylicious ist ein Contemporary-R&B-Lied mit Hip-Hop-Einflüssen. Destiny’s Childs Stimmumfang reicht von G3 bis B5.

## Frage um die Urheberschaft
Am 27. Februar 2010 gab Rob Fusari im Billboard-Magazin ein Interview über seine Karriere und diskutierte dabei über das Lied und die Urheberschaft des Liedes. Im Interview erklärte er, dass er ganz alleine die Idee für das Lied hatte und ursprünglich ein anderes Gitarrenriff haben wollte. Er fand jedoch kein passendes Gitarrenriff und dachte an Stevie Nicks’ CD. Er sei unglücklich gewesen, als er mitbekommen habe, das Beyoncé als Urheberin von Bootylicious genannt wird. Laut Fusari erzählte Mathew Knowles ihm: „Leute wollen nichts über Rob Fusari hören ... sowas verkauft keine Platten“.
Frau Knowles wollte Stevie Nicks auch zur Urheberin machen, da sie ihren Gitarrenriff nutzte und kontaktierte sie, ob sie ihren Gitarrenriff nutzen dürfe. Fusari wollte den Riff selbst spielen, um auch Urheber des Liedes zu werden und mehr Rechte am Lied bekommen. Es gab später einen Streit zwischen Fusari und Nicks, schließlich durfte Fusari für die Aufnahme des Liedes die Gitarre spielen und Nicks hatte einen Auftritt im Musikvideo zu Bootylicious. Beyoncé machte in vielen Interviews Fusaris Beteiligung am Lied deutlich. Beyoncé wollte nie anderen Personen die Urheberschaft an Bootylicious wegnehmen. Beyoncé sagte immer, dass ihr die Musik zu Bootylicious geschickt wurde und sie daraufhin den Liedtext schrieb.

## Musikvideo
Das Musikvideo Bootylicious drehte Matthew Rolston, es zeigt einen Destiny’s-Child-Auftritt, bei dem sie Tänze von Michael Jacksons berühmter Aufführung von Billie Jean von Motown 25: Yesterday, Today, Forever zeigen. Während des Musikvideo zeigt die Gruppe noch Tänze von vielen weiteren Jackson-Videos, darunter Thriller, Beat it, Bad und The Way You Make Me Feel.
Während die Gruppe tanzt, sieht man die Mitglieder in vielen verschiedenen Outfits. Diese Szenen werden überblendet mit Szenen, wo die Gruppe in sexuell eindeutiger Weise mit Männern tanzt. Stevie Nicks hat zu Beginn des Musikvideos einen Cameo-Auftritt, genauso wie Solange Knowles, Beyoncés Schwester.
Das Musikvideo veröffentlichte die Gruppe auch auf einigen Deluxe-Editionen ihrer Alben.

## Auftritte
Destiny’s Child eröffneten die ersten BET Awards mit Bootylicious.
Sie sangen das Lied zusammen mit Michael Jackson bei seinen Michael Jackson: 30th Anniversary Special Konzerten. Laut der Gruppe hat Michael das Lied so geliebt, dass er immer mitsingen und tanzen wollte.

## Kulturelles
Der Inhalt des Liedes wurde kontrovers diskutiert, zu einem Zeitpunkt als sich die Musik Ende der 90er ausdrücklich mit der weiblichen Sexualität beschäftigte. Destiny’s Child war bekannt dafür, auf das Frauenbild zu achten, die Lieder befassten sich mit Themen rund um die weibliche Sexualität. In Musikvideos trug die Gruppe mehr Make-Up, maßgeschneiderte Kleider, sie tanzten erotisch. Verführerische Tänze wie Lapdances gehörten zum Standard bei Destiny’s Child in ihren Musikvideos und ihrer Musik. Die Lieder beinhalten sexuelle Themen, also wurden ihre Videos noch sexueller, um zum Inhalt des Liedes zu passen. Die Verwendung von sexuellen Themen stellte sich für Destiny’s Child als großer Erfolg heraus, sie nutzten bewusst sexualisierte Frauenbilder als Form des Marketings. Auf diese Methode setzte Destiny’s Child unter anderem mit der Veröffentlichung von Bootylicious. Auch Beyoncés Erfolg in ihrer Solo-Karriere ist klar durch ihre Sexualität geprägt.
Die Gruppe tanzte das Lied auch mit Michael Jackson, danach wurde das Musikvideo auf MTVs Making the Video veröffentlicht. Dort gab die Gruppe bekannt, dass sie das Lied und das Musikvideo Michael Jackson widmen.
Das Lied machte den Begriff Bootylicious weltweit populär, eine Kombination aus „booty“ (eigentlich Beute, hier im Slang für Po oder Pobacken bzw. Sexualkontakt) und „delicious“ (lecker). Durch den Erfolg des Liedes bezeichneten die Medien seit dem weibliche latein- oder afro-amerikanische Persönlichkeiten, die offen ihre Sexualität zeigen, wie Jennifer Lopez, Shakira und später Beyoncé als Bootylicious. Medien bezeichnen vor allem Schwarze Frauen mit großen Hintern und Hüften als Bootylicious. Der Begriff Bootylicious ist heute Standard in der englischen Sprache und bezieht sich auf die erwähnten Merkmale.

## Auszeichnungen
Im September 2011 platzierte VH1 Bootylicious Platz 19 der „100 besten Lieder der 2000er-Dekade“.

## Kommerzieller Erfolg

### Chartplatzierungen
Bootylicious debütierte am 9. Juni 2001 auf Platz 66 der amerikanischen Billboard Hot 100 und erreichte neun Wochen später Platz 1 und wurde der vierte Nummer-eins-Hit der Girlgroup in den Vereinigten Staaten, jedoch blieb das Lied insgesamt nur kurze 17-Wochen in den US-Charts. Das Lied wurde zudem Destiny’s Childs fünfte Nummer-eins-Hit nacheinander in den amerikanischen Hot 100 Airplay Radiocharts, bei den amerikanischen Verkaufscharts Hot 100 Singles Sales hielt jedoch Mariah Careys Loverboy das Lied mehrere Wochen von der Spitze fern.
Im Vereinigten Königreich wurde Bootylicious am 23. Juli 2001 veröffentlicht und debütierte direkt auf Platz 2 der britischen Charts hinter Atomic Kittens Eternal Flame. In derselben Woche verkaufte sich das Album Survivor wieder 169,000 mal und schaffte erneut den Sprung auf die Spitze der britischen Albumcharts.
| ChartsChartplatzierungen       | Höchstplatzierung | Wochen |
| ------------------------------ | ----------------- | ------ |
| Deutschland (GfK)              | 16 (10 Wo.)       | 10     |
| Österreich (Ö3)                | 23 (14 Wo.)       | 14     |
| Schweiz (IFPI)                 | 11 (19 Wo.)       | 19     |
| Vereinigte Staaten (Billboard) | 1 (19 Wo.)        | 19     |
| Vereinigtes Königreich (OCC)   | 2 (11 Wo.)        | 11     |

| ChartsJahrescharts (2001)      | Platzierung |
| ------------------------------ | ----------- |
| Schweiz (IFPI)                 | 77          |
| Vereinigte Staaten (Billboard) | 42          |

### Auszeichnungen für Musikverkäufe
| Land/Region                  | Auszeichnungen für Musikverkäufe (Land/Region, Auszeichnung, Verkäufe) | Verkäufe  |
| ---------------------------- | ---------------------------------------------------------------------- | --------- |
| Australien (ARIA)            | Platin                                                                 | 70.000    |
| Neuseeland (RMNZ)            | Platin                                                                 | 30.000    |
| Vereinigte Staaten (RIAA)    | Platin                                                                 | 1.000.000 |
| Vereinigtes Königreich (BPI) | Platin                                                                 | 600.000   |
| Insgesamt                    | 4× Platin ·                                                            | 1.700.000 |

Hauptartikel: Destiny’s Child/Auszeichnungen für Musikverkäufe

## Coverversionen
- Keane Medley: Bootylicious/Dirrty (Christina Aguilera)
- 2010: Glee Cast